# Stade Louis II
Stade Louis II er et stadion i Monaco, der er hjemmebane for Ligue 1-klubben AS Monaco. Stadionet har plads til 18.500 tilskuere, og alle pladser er siddepladser.

## Historie
Det oprindelige Stade Louis II blev indviet i 1939 og fungerede som hjemmebane for AS Monaco. Stadionet er opkaldet efter Louis 2. af Monaco, der var fyrste af Monaco ved indvielsen. I 1980'erne blev der bygget et nyt stadion, der blev indviet i 1985.
Udover at være hjemmebane for AS Monaco, er stadionet årligt arena for den traditionelle UEFA Super Cup.